# Харлинг, Роберт
Роберт Харлинг (англ. Robert Harling, род. в 1951 году) — американский сценарист, продюсер и режиссёр, наиболее известный как создатель пьесы «Стальные магнолии».

### Сценарист
- 1989 — Стальные магнолии / Steel Magnolias
- 1991 — Большая пена / Soapdish
- 1996 — Клуб первых жён / The First Wives Club
- 1996 — Вечерняя звезда / The Evening Star
- 2004 — Законы привлекательности / Laws of Attraction
- 2012 — Благочестивые стервы / GCB

### Продюсер
- 2012 — Благочестивые стервы / GCB

### Режиссёр
- 1996 — Вечерняя звезда / The Evening Star